# 布里地区鲁瓦西
布里地区鲁瓦西（法語：Roissy-en-Brie，法語發音：[ʁwasi ɑ̃ bʁi] ⓘ）是法国法蘭西島大區塞纳-马恩省的一个市镇，属于托尔西区。 

## 地理
布里地区鲁瓦西（48°47'28"N, 2°39'5"E）面积13.65 平方千米，位于法国法蘭西島大區塞纳-马恩省，该省份为法国北部内陆省份，北起瓦兹省，西接埃松省、马恩河谷省、塞纳-圣但尼省和瓦兹河谷省，南至卢瓦雷省，东南接约讷省，东临马恩省和奥布省，东北接埃纳省。
与布里地区鲁瓦西接壤的市镇（或旧市镇、城区）包括：克鲁瓦西-博堡、埃姆兰维尔、奥祖瓦尔-拉费里耶尔、蓬托-孔博、蓬卡雷。
布里地区鲁瓦西的时区为UTC+01:00、UTC+02:00（夏令时）。

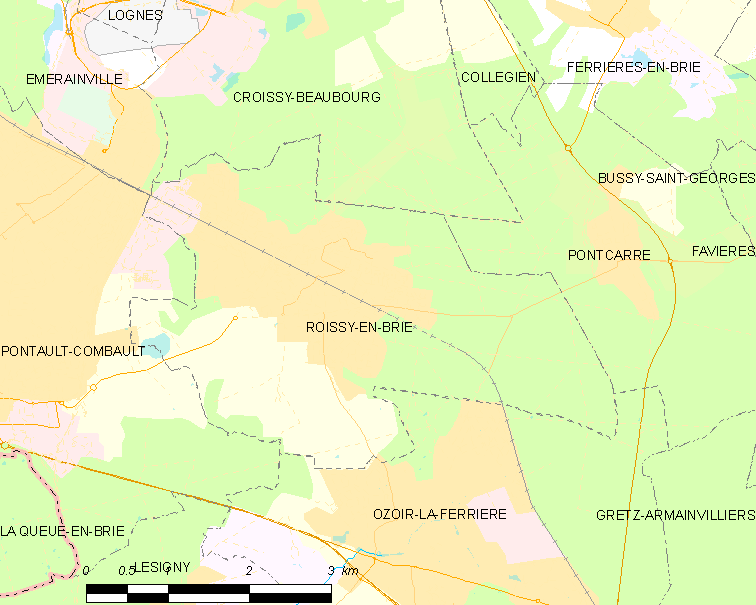
布里地区鲁瓦西的OSM定位图

## 行政
布里地区鲁瓦西的邮政编码为77680，INSEE市镇编码为77390。

## 政治
布里地区鲁瓦西所属的省级选区为蓬托-孔博县。

## 人口

1962-2008年间布里地区鲁瓦西人口变化图示

布里地区鲁瓦西于2022年1月1日时的人口数量为23521人。